# Delegació legislativa
La delegació legislativa és l'autorització o habilitació que el legislador atorga a Govern per dictar normes. D'aquesta manera, el Poder Legislatiu autoritza l'Administració perquè s'acabi una iniciativa legal començada pel legislatiu i formulada a grans trets, o bé perquè realitzi una tasca de refosa de diversos textos legals que regulen una mateixa matèria.